# Anthony Lester
Pour les articles homonymes, voir Lester.
Anthony Paul Lester, baron Lester de Herne Hill, (3 juillet 1936 - 8 août 2020) est un avocat britannique et membre de la Chambre des lords. Il est à différentes époques membre du Parti travailliste, du Parti social-démocrate et des libéraux-démocrates. Lester est surtout connu pour son influence sur la législation sur les relations raciales au Royaume-Uni et en tant que membre fondateur de groupes tels que l'Institut des relations raciales, la Campagne contre la discrimination raciale et le Runnymede Trust. Lester est également une figure de proue de la promotion du contrôle des naissances et de l’avortement par l’intermédiaire de la Family Planning Association, en particulier en Irlande du Nord. Lester démissionne de la Chambre des lords après des accusations de harcèlement sexuel.

## Biographie
Lester est né dans une famille juive et fait ses études à la City of London School. Il étudie ensuite l'histoire et le droit au Trinity College de Cambridge et à la Faculté de droit de Harvard, obtenant respectivement un baccalauréat ès arts et une maîtrise en droit.
Lester est appelé au barreau de Lincoln's Inn en 1963 et est Conseiller de la reine en 1975. En 1987, il est nommé enregistreur et est en fonction jusqu'en 1993. En tant qu'avocat, il travaille à Blackstone Chambers. Il est nommé professeur adjoint de la faculté de droit de l'University College Cork en 2005.
Dans les années 60 et 70, Lester est directement impliqué dans la rédaction de la législation sur les relations raciales en Grande-Bretagne. Durant ces périodes, il préside le sous-comité juridique de la Campagne contre la discrimination raciale (CARD) et est membre de plusieurs organisations œuvrant pour l'égalité raciale telles que la Society of Labour Lawyers, Fabian Society, Council of the Institute of Race Relations, British Overseas Socialist Fellowship et National Committee for Commonwealth Immigrants. En 1968, il cofonde le groupe de réflexion Runnymede Trust avec Jim Rose. Il est président du Runnymede Trust de 1991 à 1993.
Lester est conseiller spécial de Roy Jenkins au ministère de l'Intérieur dans les années 1970 et quitte avec Jenkins le Parti travailliste pour fonder le SDP en 1981. Le 29 juin 2007, Lester est nommé par Gordon Brown conseiller spécial sur la réforme constitutionnelle auprès du secrétaire d'État à la Justice. Lester est membre du Comité mixte des droits de l'homme.
Il est élevé à la pairie avec le titre de baron Lester de Herne Hill, de Herne Hill dans l'arrondissement londonien de Southwark le 13 octobre 1993. Jusqu'à ce qu'une plainte de harcèlement sexuel soit déposée en février 2018, Lester siège en tant que démocrate libéral.
Le 12 novembre 2018, le Comité des privilèges et de la conduite de la Chambre des lords recommande qu'il soit suspendu de la Chambre des lords jusqu'en juin 2022 à la suite d'une plainte pour harcèlement sexuel de Jasvinder Sanghera . Le 15 novembre 2018, lors d'un vote (101–78) à la Chambre des lords, la recommandation du Comité n'est pas acceptée.
Lord Lester de Herne Hill démissionne de la Chambre des lords le 12 décembre 2018. Il dit n'avoir ni la force ni la santé nécessaires pour continuer, après que le Comité ait renouvelé la recommandation de sa suspension jusqu'en juin 2022. Malgré sa retraite, la Chambre confirme par la suite la recommandation du comité .
En avril 2019, il rejoint The Independent Group.

## Vie privée
Lord Lester de Herne Hill est le père de Gideon Lester et de Maya Lester.
Lester est décédé le 8 août 2020, à l'âge de 84 ans.